# Josephine Hull
Josephine Hull (3 de janeiro de 1877 – 12 de março de 1957) foi uma atriz estadunidense. Ela teve uma bem sucedida carreira de 50 anos no teatro, tendo alguns do seus papéis de sucesso, filmados.

## Vida
Hull nasceu Josephine Sherwood em Newtonville, Massachusetts. Estudou no New England Conservatory of Music, em Boston e no Radcliffe College, em Cambridge, Massachusetts.

## Carreira

### Teatro
Fez sua estreia em teatro em 1905 e após alguns anos se casou com o ator Shelley Hull (irmão mais velho do famoso ator Henry Hull), em 1910. Quando seu marido morreu, muito jovem, em 1919, a atriz se afastou até 1923, quando retornou sob o nome de Josephine Hull. Ela e Shelley não tiveram filhos.
Hull teve seu primeiro sucesso nos palcos com Pulitzer-winning Craig's Wife, de George Kelly, em 1926. Kelly escreveu um papel especialmente para ela em seu próximo espetáculo, Daisy Mayme, que também foi encenada em 1926. Ela continuou trabalhando no teatro em Nova Iorque durante a década de 1920. Nos anos 30 e 40, Hull apareceu em três sucessos da Broadway, como a matriarca Batty em You Can't Take It With You, em 1936, como uma louca, mas encantadora velhinha homicida em Arsenic and Old Lace, em 1941 e em Harvey, em 1944. Os espetáculos tiveram temporadas longas e custou 10 anos de carreira de Hull.
Sua última peça na Broadway foi The Solid Gold Cadillac, entre 1953 e 1955, transformada em filme no ano seguinte, com a jovem Judy Holliday defendendo o papel que fora seu.

### Cinema
Hull somente fez seis filmes, começando com o filme de 1929, The Bishop's Candlesticks. Este foi seguido por duas produções da FOX de 1932, After Tomorrow (reprisando seu papel dos palcos) e Careless Lady. Ela perdeu a recriação de seu papel em You Can't Take It With You, quando ela ainda estava atuando nos palcos. Spring Byington apareceu na versão cinematográfica.
Hull e a canadense Jean Adair atuaram como as irmãs Brewster no filme de 1944, Arsenic and Old Lace (estrelado por Cary Grant) e estava na versão cinematográfica de Harvey, assim atuando como a irmã de James Stewart. É por esse papel que ganhou o Óscar de melhor atriz (coadjuvante/secundária).
Após isso, Hull fez apenas mais um filme The Lady from Texas, de 1951. Também apareceu na versão televisiva de Arsenic and Old Lace, em 1949 com Ruth McDevitt (uma atriz que, muitas vezes, consegui papéis na Broadway para Josephine) como sua irmã.
Mudando para o Bronx, Hull havia se aposentado poucos anos antes de sua morte, em 1957, de hemorragia cerebral.

## Filmografia
| Ano  | Título                    | Papel               | Notas |
| ---- | ------------------------- | ------------------- | --- |
| 1929 | The Bishop's Candlesticks |                     | |
| 1932 | Careless Lady             | Aunt Cora           | |
| 1932 | After Tomorrow            | Mrs. Piper          | |
| 1944 | Arsenic and Old Lace      | Aunt Abby Brewster  | |
| 1950 | Harvey                    | Veta Louise Simmons | Oscar de melhor atriz (coadjuvante/secundária) Globo de Ouro para melhor atriz (coadjuvante/secundária) em cinema |
| 1951 | The Lady from Texas       | Miss Birdie Wheeler | |